# Khennane Mahi
Khennane Mahi (Mascara, 10 ottobre 1936) è un ex calciatore algerino naturalizzato francese, di ruolo attaccante.

## Palmarès

### Individuale
- Calciatore francese dell'anno: 1

1961